# Urushi-e

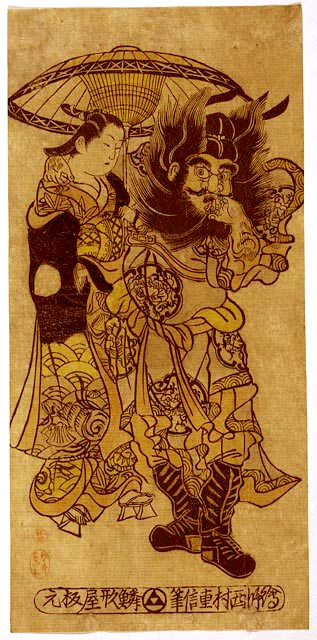
Nishimura Shigenobu, Shōki et une fille, vers 1725. Estampe sur planchette de bois avec coloration manuelle et laque (urushi) au format hosoban.

L'urushi-e (漆絵, sens littéral « images laquées ») renvoie à deux types d’œuvres d'art japonais : la peinture avec de la laque véritable et certaines formes d'estampes sur bois qui utilisent l'encre ordinaire mais dont on dit qu'ils rappellent l'obscurité et l'épaisseur de la laque noire. L'urushi est issu de la sève d'un arbre du même nom (Toxicodendron vernicifluum ou vernis du Japon).

## Estampes
Les estampes urushi-e sont faites à l'aide d'épaisses et sombres lignes noires et sont parfois colorées à la main. L'encre est mélangée avec une colle d'origine animale, appelée nikawa, qu'elle épaissit et à laquelle elle donne un éclat brillant qui la fait ressembler à de la laque. Le plus souvent, l'artiste ne l'applique pas à tout le tirage mais vise à mettre en valeur un élément particulier tel qu'un obi ou les cheveux d'un personnage, à lui donner de la brillance et à rendre l'image globalement plus luxueuse.

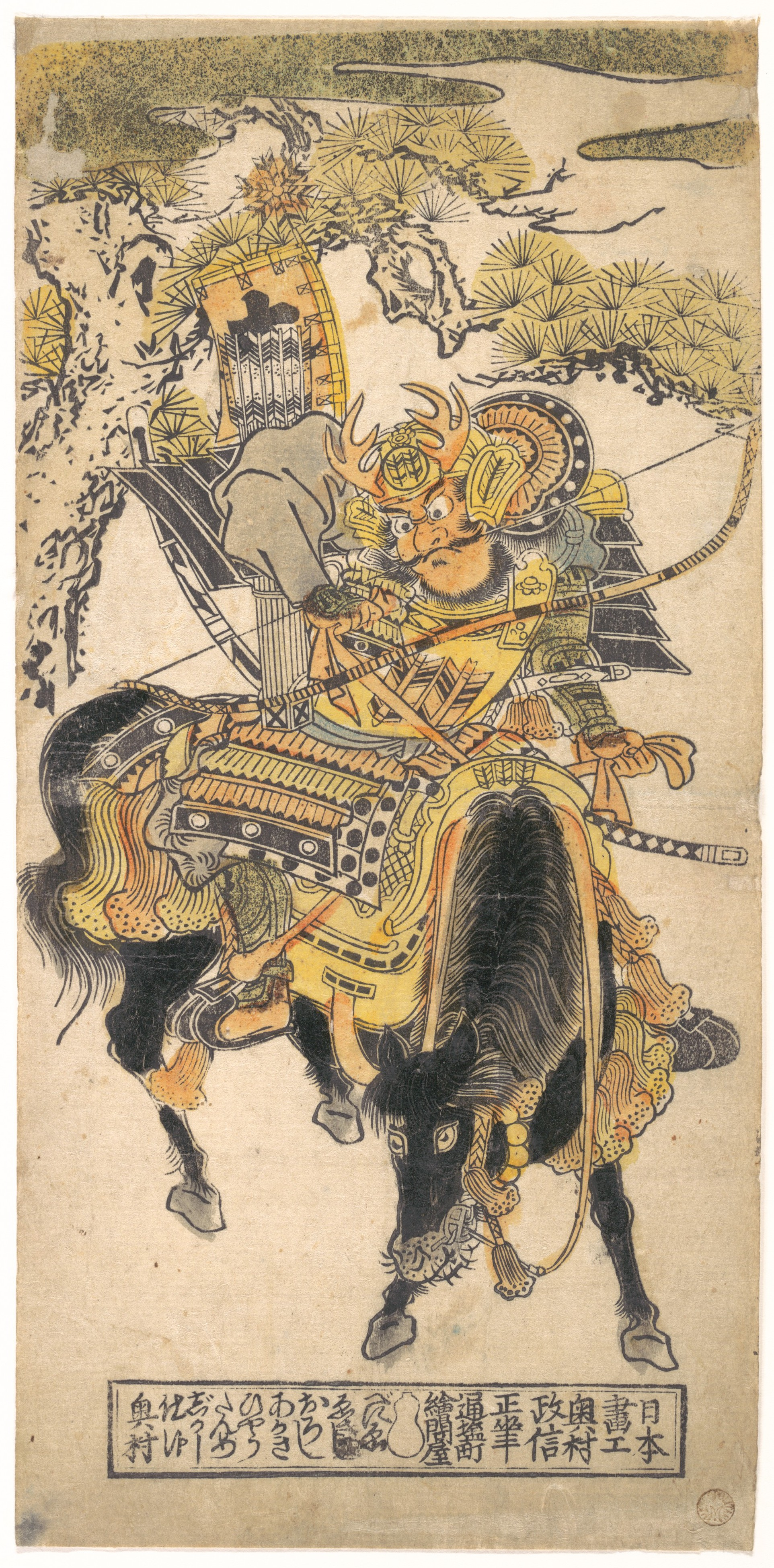
Okumura Masanobu, Nakamura Tomijurō en tant que guerrier monté représentant Kajiwara Kagesue, 1740. Format hosoban (32.7 x 15.9 cm).

Les estampes qui comprennent des éléments urushi-e sont également susceptibles de contenir du mica, des poussières métalliques et autres composants qui renforcent l'aspect, la qualité et la valeur des œuvres. La technique, qui connaît sa plus grande popularité au début du XVIIIe siècle, se rencontre dans les œuvres d'Okumura Masanobu, Torii Kiyomasu Nishimura Shiganaga et Torii Kiyonobu, entre autres.

## Peintures
En peinture, le terme se réfère à l'utilisation de laques colorées produites par le mélange de pigments avec un vernis transparent. L'utilisation de la laque de couleur pour la peinture remonte à la préhistorique période Jōmon et devient particulièrement populaire durant l'époque de Nara (VIIIe siècle) quand un grand nombre d’œuvres sont réalisées à l'aide de laque rouge sur un fond noir. Jusqu'au XIXe siècle cependant, l'utilisation de pigments naturels restreint les couleurs disponibles pour les artistes au rouge, au noir, au jaune, au vert et au brun clair.
Shibata Zeshin (1807-1891) est particulièrement renommé pour ses innovations dans ce domaine et est probablement le premier à utiliser de la laque non pas comme un simple élément décoratif (pour la peinture de boîtes, de meubles et de poteries), mais comme support de rouleaux peints. Zeshin expérimente intensivement avec différentes substances qu'il mélange avec de la laque pour créer une variété d'effets, dont la simulation de l'aspect de différents métaux (fer, or, bronze, cuivre), et en imitant l'apparence et la texture de la peinture à l'huile occidentale.

## Toxicité
Comme chez d'autres plantes du genre Toxicodendron, la sève de l'urushi (l'arbre) contient de l'urushiol, une huile non volatile qui provoque des réactions allergiques, à laquelle la sensibilité se développe progressivement par des contacts répétés (voir sumac grimpant). L'urushi (la laque) non encore durcie contient de cette substance qui est encore active. La laque, une fois durcie par exposition à l'humidité à des températures ambiantes suffisantes (21 à 25 °C, avec humidité relative de 75 à 85 %, durant trois jours à chaque couche) perdrait ses propriétés toxiques au point de pouvoir être utilisée comme revêtement de vaisselle.